# Картамышский сельский совет (Харьковская область)
Картамышский сельский совет — входит в состав Первомайского района Харьковской области Украины.
Административный центр сельского совета находится в селе Картамыш.

## История
- 1992 — дата образования.

## Населённые пункты совета
- село Картамыш
- село Крутоярка
- село Лозовское
- село Николаевка
- село Степовое (ранее с. Советское)